# مالكوم اندروز
مالكوم اندروز (بالإنجليزية: Malcolm Andrews)‏ هو صحفي أسترالي، ولد في 1944، وتوفي في 10 أكتوبر 2018 في ميناء ماكواري في أستراليا.